# Llei del màxim general
La llei del màxim general ((francès) loi du maximum général) fou una llei francesa que fixava un preu màxim de venda per alguns productes de primera necessitat durant la Convenció Nacional (1793).